# Języki fińskie
     języki fińskie
     języki ugryjskie
     języki samojedzkie
     języki jukagirskie

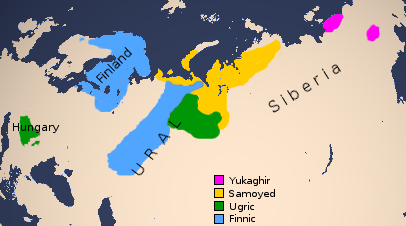
Rozmieszczenie geograficzne języków rodziny uralskiej
języki fińskie
języki ugryjskie
języki samojedzkie
języki jukagirskie

Języki fińskie, języki zachodniougrofińskie – jedna z dwu podgrup językowych (obok ugryjskich) wchodzących w skład ugrofińskiej grupy języków uralskich. Języki z tej grupy używane są przez ponad 9 mln osób zamieszkujących na północno-wschodnim wybrzeżu Bałtyku i we wschodniej Skandynawii (języki bałtycko-fińskie i lapońskie w Estonii, Finlandii, Szwecji, Norwegii i Karelii) oraz w Rosji: północno-wschodni skrawek Europy (Republika Komi) i na zachód od Uralu (pozostałe zespoły językowe – Udmurcja, Mari El i Mordowia). Ponad połowa osób posługujących się językami fińskimi używa języka fińskiego; wiele pozostałych języków z tej grupy zagrożonych jest wymarciem.
Języki fińskie są kontynuacją hipotetycznego prajęzyka proto-ugro-fińskiego. Na ich rozwój miały także wpływ liczne zapożyczenia z języków słowiańskich, bałtyckich i germańskich.
Niegdyś ludy używające języków fińskich zamieszkiwały w sposób ciągły obszar całej północno-wschodniej Europy, lecz w średniowieczu wiele z nich zostało wypartych lub zasymilowanych przez Słowian, Bałtów i ludy tureckie. Obecnie większość terenów zamieszkanych przez ludy fińskie stanowią enklawy położone na ziemiach słowiańskich.
Do zapisu większości języków fińskich stosuje się alfabet łaciński, natomiast w Rosji do zapisu języków: mordwińskiego, maryjskiego, udmurckiego, komi i komi-permiackiego używa się cyrylicy. Wschodnie języki lapońskie zapisywane są przy pomocy cyrylicy zarówno w Rosji, jak i Finlandii, natomiast zachodnie języki lapońskie alfabetem łacińskim.
Cechą charakterystyczną języków z tej grupy jest duża liczba przypadków (do 24 w języku wepskim).

## Klasyfikacja języków fińskich (nieobejmująca języków wymarłych)
języki bałtycko-fińskie (6,5 mln)
fiński (5,2 mln)
estoński (1,1 mln)
karelski (150 tys.)
võro (70 tys.)
wepski (5 tys.)
iżorski (200)
liwski (100)
wotycki (100)
języki wołżańskie (1,4 mln)
mordwiński (erzja i moksza) (800 tys.)
maryjski (czeremiski) (600 tys.)
języki permskie (1,05 mln)
udmurcki (wotiacki) (600 tys.)
komi (zyriański) (300 tys.)
komi-permiacki (150 tys.)
języki lapońskie (35 tys.)